# Galium saturejifolium
Galium saturejifolium är en måreväxtart som beskrevs av Ludolph Christian Treviranus. Galium saturejifolium ingår i släktet måror, och familjen måreväxter. Inga underarter finns listade i Catalogue of Life.